# 길파로
길파로(Gilpa-ro)는 인천광역시 미추홀구 주안동의 주안역 북광장에서 주안국가산단역까지 연결하는 도로로, 총 연장은 939m이다. 도로의 명칭이 유래된 것은 옛 지명인 '길판'을 부드럽게 해서 길파로 명칭이 반영되었다.

## 역사
- 2009년 9월 17일 : 도로명으로 길파로를 고시

## 주요 경유지
- 미추홀구
  - 주안동

## 접촉하는 도로
- 염창로
- 석정로
- 염전로
- 방축로

## 주요 건물 및 시설
- 천년부페웨딩홀 (길파로 6/주안동 24-14)
- 하이눈 (길파로 9/주안동 25-65)
- 주안가정의원 (길파로 18/주안동 15-44)
- 새마을금고 (길파로 21-1/주안동 14-44)
- 하아트광장 (길파로 23/주안동 14-43)
- 인터뷰 (길파로 38/주안동 16-63)
- 예전 (길파로 38-1/주안동 16-60)
- 립멘 (길파로 43/주안동 6-4)
- 동화상협 (길파로 53/주안동 1400-1)
- 미래기계 (길파로 60/주안동 1402-2)
- 도시개발동이 (길파로 64/주안동 1402-14)
- 동양엔지니어링 (길파로 78/주안동 3-28)
- 태크랜드 (길파로 82/주안동 3-24)
- 유진기업 (길파로 86/주안동 3-1)

## 철도 연계역
- ● 수도권 전철 1호선 : 주안역
- ● 인천 도시철도 2호선 : 주안역, 주안국가산단역